# Rosalyn Higgins

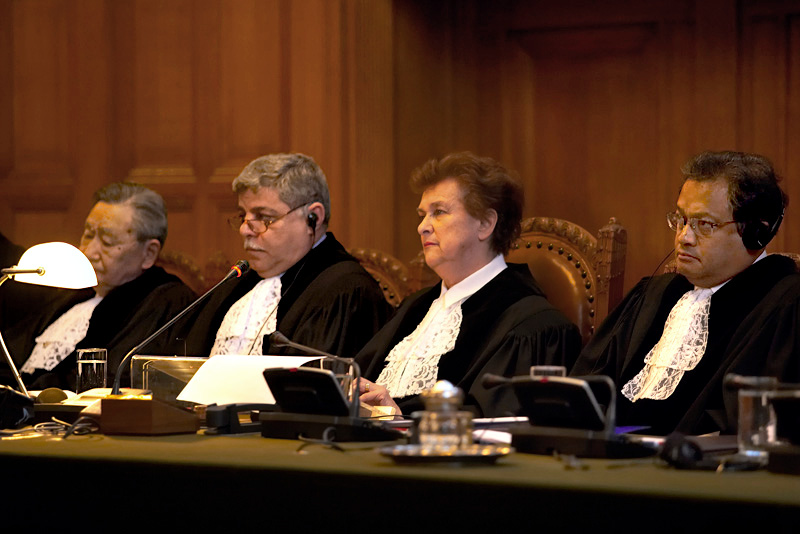
Rosalyn Higgins (zweite von rechts)

Dame Rosalyn Higgins, GBE (* 2. Juni 1937 in London) ist eine britische Rechtswissenschaftlerin. Von 1995 bis 2009 war sie Richterin am Internationalen Gerichtshof in Den Haag und von 2006 bis 2009 dessen Präsidentin.

## Leben
Nach dem Jura-Studium in Cambridge und Yale war die Spezialistin für internationales Recht an verschiedenen Instituten in England tätig und lehrte schließlich an den Universitäten Kent und London. Nachdem sie auch lange Jahre Mitglied mehrerer internationaler Rechtsgremien war, wurde sie 1995 schließlich als erste Frau zur regulären Richterin am Internationalen Gerichtshof gewählt und im Jahr 2000 in diesem Amt bestätigt. Vom 6. Februar 2006 bis zum 5. Februar 2009 war sie die Präsidentin des Internationalen Gerichtshofes.
Am 3. September 2007 wurde ihr der Balzan-Preis für Völkerrecht nach 1945 verliehen. Die Internationale Balzan-Stiftung ehrt sie „für ihre grundlegenden Beiträge zur Entwicklung des Völkerrechts seit dem Zweiten Weltkrieg, sowohl als Wissenschaftlerin wie als Richterin und Gerichtspräsidentin; für ihre klaren und präzisen, vernünftigen und konstruktiven, zugleich auch innovativen und wertorientierten, der Rechtsstaatlichkeit und den Menschenrechten verpflichteten Bücher, Dokumentensammlungen, Artikel und Gerichtsurteile; für ihre führende Rolle in der Stärkung und Weiterbildung des modernen internationalen Rechts“. Von der Amerikanischen Gesellschaft für internationales Recht wurde sie 1992 zum Ehrenmitglied ernannt und 1998 mit der Manley-O.-Hudson-Medaille geehrt, der höchsten Auszeichnung der Organisation. 1995 wurde sie zum Mitglied (Fellow) der British Academy gewählt, 1997 als Dame Commander des Order of the British Empire in den britischen Adelsstand erhoben. 2001 wurde Higgins Mitglied der American Academy of Arts and Sciences. Im Jahr 2007 erhielt sie den Balzan-Preis und 2009 den The Hague Prize for International Law. Ebenfalls im Jahr 2009 wurde sie Beraterin der britischen Untersuchungskommission zur Rolle des Landes im Irakkrieg die 2016 ihre Ergebnisse im Chilcot-Bericht veröffentlichte. 2019 wurde Higgins mit dem Großkreuz des Order of the British Empire ausgezeichnet.